# جملا أوبسالا
جملا أوبسالا (بالإنجليزية: Gamla Uppsala)‏
جملا أوبسالا ("قديماً أوبسالا") هي الأبرشية وقرية خارج أوبسالا في السويد. وكانت تحوى 16،231 نسمة في عام 1991.
في وقت مبكر من القرن 3 والقرن 4 وما بعده، كانت مركزا دينيا واقتصاديا وسياسيا هاما.
تظهر المصادر المكتوبة في وقت مبكر أنه وبالفعل خلال مرحلة ما قبل التاريخ، كان تعرف جملا أوبسالا في شمال أوروبا كمقر إقامة الملوك السويديين من سلالة Yngling الأسطورية.
خلال العصور الوسطى، كانت أكبر قرية في منطقة أبلاند.
مترجم من Gamla Uppsala

## أعلام
- إريك المنتصر
- جواكم نترفيست